# 309227 Tsukiko
309227 Tsukiko è un asteroide della fascia principale. Scoperto nel 2007, presenta un'orbita caratterizzata da un semiasse maggiore pari a 2,3258429 UA e da un'eccentricità di 0,2263507, inclinata di 2,95547° rispetto all'eclittica.
L'asteroide è dedicato a Selene Mazzucato, figlia di uno degli scopritori. Il nome giapponese Tsukiko è etimologicamente equivalente a Selene poiché entrambi fanno riferimento alla Luna.